# کارین نیلسون
کارین نیلسون (سوئدی: Carin Nilsson؛ ۱۰ دسامبر ۱۹۰۴ – ۲۰ دسامبر ۱۹۹۹) شناگر اهل سوئد بود.
وی در مسابقات کشوری و بین‌المللی در مجموع برندهٔ ۱ مدال برنز شده‌است.